# French Open 2026
Die 125. French Open sind ein Grand-Slam-Tennisturnier, das vom 24. Mai bis 7. Juni 2026 in Paris im Stade Roland Garros stattfinden soll.
Titelverteidiger im Einzel sind Carlos Alcaraz bei den Herren, der sich im Finale des Vorjahres gegen Jannik Sinner durchsetzen konnte, sowie Coco Gauff bei den Damen. Im Doppel sind die Titelverteidiger Marcel Granollers und Horacio Zeballos bei den Herren, Sara Errani und Jasmine Paolini bei den Damen und Sara Errani und Andrea Vavassori im Mixed.

## Tickets
Für die French Open 2026 wird ein Losverfahren zum Erwerb von Eintrittskarten eingeführt. Zum Losverfahren läuft eine Frist vom 26. Januar 2026 bis 8. Februar 2026. Wer sich dort anmeldet, erhält eine Emailbenachrichtigung, um Anfang März 2026 Tickets erwerben zu können. Für besondere Gruppen (Funktionäre, Behinderte) erfolgt der Verkauf bereits vorher. Die Anzahl ist begrenzt. Es besteht im Losverfahren kein Anspruch auf bestimmte Sitzplätze. Man kann erwerben:
- Maximal 4 Tickets für die Hauptplätze
- Maximal 4 Tickets für die Außenplätze vom 24. Mai bis 31. Mai
- Maximal 15 Tickets für die Eröffnungswoche und für die Außenplätze vom 1. bis 7. Juni

## Turnierplan
Der Turnierplan steht unter dem Vorbehalt der Wettersituation, nachdem bei Regen auf den Außenplätzen nicht gespielt werden kann.
| Spieltag                    | Matches                                                                     |
| 18. Mai (Mo) – 22. Mai (Fr) | Qualifikation                                                               |
| Sonntag, 24. Mai            | 1. Runde Einzel Damen & Herren                                              |
| Montag, 25. Mai             | 1. Runde Einzel Damen & Herren                                              |
| Dienstag, 26. Mai           | 1. Runde Einzel Damen & Herren, 1. Runde Herren-Doppel                      |
| Mittwoch, 27. Mai           | 2. Runde Einzel Damen & Herren, 1. Runde Herren- & Damen-Doppel sowie Mixed |
| Donnerstag, 28. Mai         | 2. Runde Einzel Damen & Herren                                              |
| Freitag, 29. Mai            | 3. Runde Einzel Damen & Herren                                              |
| Samstag, 30. Mai            | 3. Runde Einzel Damen & Herren                                              |
| Sonntag, 31. Mai            | Achtelfinale Einzel Damen & Herren, Start Junioren-Einzel                   |
| Montag, 1. Juni             | Achtelfinale Einzel Damen & Herren                                          |
| Dienstag, 2. Juni           | Viertelfinale Einzel Damen & Herren + Viertelfinale Doppel Damen & Herren   |
| Mittwoch, 3. Juni           | Viertelfinale Einzel Damen & Herren, Halbfinale Mixed                       |
| Donnerstag, 4. Juni         | Halbfinale Damen, Mixed Finale, Halbfinale Doppel Herren                    |
| Freitag, 5. Juni            | Halbfinale Herren, Halbfinale Doppel Damen                                  |
| Samstag, 6. Juni            | Finale Damen Einzel, Finale Herren Doppel, Finale Juniors Einzel & Doppel   |
| Sonntag, 7. Juni            | Finale Damen Doppel, Finale Herren                                          |

Am Samstag, den 23. Mai 2026 ist Yannick Noah's day, eine Wohltätigkeitsveranstaltung.

## Weltranglistenpunkte
Die Punkte für die erfolgreiche Qualifikation erhält man zusätzlich zu den Punkten in der Hauptrunde.
| Event        | Sieger | Finale | Halbfinale | Viertelfinale | Achtelfinale | Runde der 32 | Runde der 64 | Runde der 128 | Qualifikation | Qualifikation 3. Runde | Qualifikation 2. Runde | Qualifikation 1. Runde |
| Herreneinzel | 2000   | 1300   | 800        | 400           | 200          | 100          | 50           | 10            | 30            | 16                     | 08                     | 0                      |
| Herrendoppel | 2000   | 1200   | 720        | 360           | 180          | 090          | 0            |               |               |                        |                        |                        |
| Dameneinzel  | 2000   | 1300   | 780        | 430           | 240          | 130          | 70           | 10            | 40            | 30                     | 20                     | 2                      |
| Damendoppel  | 2000   | 1300   | 780        | 430           | 240          | 130          | 10           |               |               |                        |                        |                        |

| Event              | Sieger | Finale | Halbfinale | Viertelfinale | Achtelfinale | Runde der 32 | Qualifikant | Qualifikation |
| Junioren-Einzel    | 375    | 270    | 180        | 120           | 75           | 30           | 25          | 20            |
| Juniorinnen-Einzel | 375    | 270    | 180        | 120           | 75           | 30           | 25          | 20            |
| Junioren-Doppel    | 270    | 180    | 120        | 75            | 45           |              |             |               |
| Juniorinnen-Doppel | 270    | 180    | 120        | 75            | 45           |              |             |               |

| Event       | Sieger | Finale | Halbfinale | Viertelfinale |
| Einzel      | 800    | 500    | 375        | 100           |
| Doppel      | 800    | 500    | 100        |               |
| Quad Einzel | 800    | 500    | 100        |               |
| Quad Doppel | 800    | 100    |            |               |

| Event                              | Sieger | Finale | Halbfinale | Viertelfinale | Achtelfinale |
| Junioren-Einzel Rollstuhltennis    | 40     | 30     | 23         | 12            | 2            |
| Juniorinnen-Einzel Rollstuhltennis | 40     | 30     | 15         | 2             |              |